# Isochromosom
Isochromosom ist ein Begriff aus der Genetik und bezeichnet eine Fehlbildung eines Chromosoms, eine strukturelle Chromosomenaberration, bei der ein Chromosom einen seiner Arme verloren hat und dieser durch eine exakte Kopie des andern Arms ersetzt worden ist. Somit geht die Erbinformation auf dem nicht mehr enthaltenen Arm verloren. Die Anwesenheit eines Isochromosoms in der Erbinformation kann zu Krankheiten führen.
Der Chromosomenarm wird normalerweise während der S-Phase des Zell-Zyklus dupliziert. Während der Metaphase der Mitose (oder Meiose I oder II) reihen sich die Schwesterchromatiden entlang der Mittellinie auf. Das betroffene Chromosom richtet sich senkrecht zu seiner normalen Position aus, und wenn die Anaphase beginnt, wird das Chromosom so getrennt, dass zwei lange und zwei kurze Arme verbunden bleiben. Die zwei entstandenen Chromosomen werden durch die Mikrotubuli in die beiden Tochterzellen gezogen. Das führt zu zwei Zellen, in denen dieses Chromosom jeweils einen Arm zu viel oder zu wenig besitzt.
Als Ursache für diese Fehlbildung wird eine Missteilung des Zentromers in der Metaphase angenommen. Statt parallel zu den Armen trennt sich dabei das Chromosom senkrecht dazu, wodurch in der Prophase I der Meiose keine normalen Chromosomen entstehen, sondern Isochromosomen.
Ein bekanntes Beispiel für eine isochromosomale Fehlbildung ist das Pallister-Killian-Syndrom mit einem zusätzlichen Isochromosom 12p. Auch vom Turner-Syndrom und vom Klinefelter-Syndrom gibt es eine Variante mit einem Isochromosom.